# Куманёв, Павел Маркелович
Па́вел Марке́лович Куманёв (1917—1943) — Гвардии лейтенант Рабоче-крестьянской Красной Армии, участник Великой Отечественной войны, Герой Советского Союза (1944).

## Биография
Павел Куманёв родился 4 (17) февраля 1917 года в селе Андреевка (ныне — Большеигнатовский район Мордовии). Окончил неполную среднюю школу. В 1939 году Куманёв был призван на службу в Рабоче-крестьянскую Красную Армию. Участвовал в боях советско-финской войны. С сентября 1941 года — на фронтах Великой Отечественной войны. В 1943 году он окончил Московское пехотное училище.
К сентябрю 1943 года гвардии лейтенант Павел Куманёв командовал стрелковым взводом 237-го гвардейского стрелкового полка 76-й гвардейской стрелковой дивизии 61-й армии Центрального фронта. Отличился во время битвы за Днепр. 27 сентября 1943 года взвод Куманёва переправился через Днепр в районе села Мысы Репкинского района Черниговской области Украинской ССР и принял активное участие в боях за захват и удержание плацдарма на его западном берегу, что способствовало успешной переправе основных сил полка. 29 ноября 1943 года Куманёв лично уничтожил вражеский пулемётный расчёт и открыл по противнику огонь из захваченного пулемёта, уничтожив 28 солдат и офицеров, но и сам погиб. Похоронен в селе Александровка Калинковичского района Гомельской области Белоруссии.
Указом Президиума Верховного Совета СССР «О присвоении звания Героя Советского Союза генералам, офицерскому, сержантскому и рядовому составу Красной Армии» от 15 января 1944 года за «образцовое выполнение боевых заданий командования по форсированию реки Днепр и проявленные при этом мужество и героизм» гвардии лейтенант Павел Куманёв посмертно был удостоен высокого звания Героя Советского Союза. Также посмертно был награждён орденом Ленина.
Память
- Его именем названа улица в его родном селе[2].